# Парафраз (театр)
Парафраз — театр в городе Глазов Удмуртии, образованный в 1983 году.

## История театра
Театр «Парафраз» стал зарождаться в 1983 году при Народном театре ДК «Россия». Основатель театра — Игорь Владимирович Маслов (1956 - 2002 г.г.), выпускник Щукинского училища. Он же стал первым художественным руководителем театра и заложил основной творческий принцип: «спектакль — это фантазия на тему пьесы».
Творческую работу Игорь Маслов начал с уже имеющимся составом народного театра и одновременно объявил набор в студию при нём. Из этой студии и сложился впоследствии основной состав актёрской труппы будущего профессионального театра «Парафраз».
Название театр получил после окончательного запрета спектакля «Парафраз для Ланцелота», который был поставлен в 1986 году по пьесе Евгения Шварца «Дракон». Этот спектакль закрывался «худсоветом» одиннадцать раз с формулировкой — «слишком яркое изображение буржуазной действительности».
Официальная дата образования театра — 1989 год с получения статуса драматического.
Став драматическим, театр получил собственное помещение на втором этаже здания по адресу: ул. Революции,14. В 1994 году театру было передано ещё одно здание, расположенное по адресу: ул. Парковая, 27 «А», в котором начала свои занятия молодёжная студия театра «Парафраз». На протяжении многих лет театр черпает кадры из воспитанников студии.
Статус Муниципального театр «Парафраз» получил в 1996 году.
C 29 февраля 2004 года главным режиссёром театра является Дамир Халимович Салимзянов (Заслуженный деятель искусств Удмуртской Республики).

## Фестивали, организованные театром
Основатель театра Игорь Владимирович Маслов является основоположником двух театральных фестивалей — Международного фестиваля камерных молодёжных театров «Театр на ладони» (1992, 1994, 1996) и Российского фестиваля-семинара театров, где играют дети, «Театральные ладушки» (1996, 1997, 1998, 1999, 2001, 2002, 2004).
На театральных фестивалях в Глазове побывали труппы из России и самых разных республик и стран ближнего и дальнего Зарубежья.

## Труппа театра
Труппу театра «Парафраз» составляют артисты: Игорь Павлов (Народный артист Удмуртской Республики), Любовь Бёрдова (Народная артистка Удмуртской Республики), Анна Сабурова (Заслуженная артистка Удмуртской Республики), Владимир Ломаев (Заслуженный работник культуры Удмуртской Республики), Марина Алиева, Иван Васильев, Александра Конькова, Павел Шарыгин, Елена Рыжикова, Евгений Иванов, Ксения Волкова, Павел Вершинин †, Екатерина Салтыкова, Александр Владыкин, Сергей Горбушин, Сергей Фефилов, Ирина Тификова, Алёна Ефаева.

## Награды
- 2004 — VIII Республиканский фестиваль профессиональных театров Удмуртии «Театральная весна» (г. Ижевск) — «Страсти по шуту» Гр. Горина. «Лучшая работа режиссёра» — Дамир Салимзянов; «Надежда» — Евгений Иванов.
- 2004 — V Фестиваль театров малых городов России (Лысьва) — «Роман о лисе и винограде». «Лучшая мужская роль»  — Павел Филиппов;  Приглашение на II тур фестиваля в Москву.
- 2006 — IX Республиканский фестиваль профессиональных театров Удмуртии «Театральная весна» (Ижевск) — «Созвездие прощённых». «Лучшая работа режиссёра» —  Дамир Салимзянов, «Лучший актёрский дуэт».
- 2008 — Х Республиканский Фестиваль профессиональных театров Удмуртии «Театральная весна» (Ижевск) — «Торг уместен» по пьесе А. Островского «Бешеные деньги»; «ПАРОЧКА» по пьесе Н. Саймона. «Лучшая мужская роль» — Игорь Павлов.
- 2010 — XI Фестиваль профессиональных театров Удмуртии «Театральная весна» (Ижевск) — «Калека с острова». «Лучший спектакль», «Лучшая работа режиссёра» —  Дамир Салимзянов; «Надежда» — Илья Шудегов.
- 2012 — XII Фестиваль профессиональных театров Удмуртии «Театральная весна» (Ижевск) — «Чудовище»; «Просто игра». «Лучший спектакль» — «Чудовище»; «Открытие сезона» — Иван Васильев, «Надежда» — Владимир Ломаев.
- 2013 — XI Фестиваль театров малых городов России (Пятигорск) — «Короли и капуста». Диплом в номинации «Лучший спектакль».
- 2014 — XIII Фестиваль профессиональных театров Удмуртии «Театральная весна» «Детектив Агаты Кристи». «Лучший спектакль»; «Лучшая работа режиссёра» — Дамир Салимзянов; «Лучшая работа художника» — Дамир Салимзянов; «Лучшая женская роль» — Анастасия Лесникова.
- 2015 — Внеконкурсная программа «Маска Плюс» XXI Фестиваля «Золотая Маска» со спектаклем «Дуры мы, дуры».
- 2015 — III Межрегиональный фестиваль «Театральный АтомГрад» со спектаклем «Дуры мы, дуры». «Лучший спектакль малой формы».
- 2016 — XIV Республиканский Фестиваль профессиональных театров Удмуртии «Театральная весна» (Ижевск) - «Дуры мы, дуры» по пьесе Дамира Салимзянова; «Процесс» по роману Франца Кафки. «Лучшая работа режиссёра» — Дамир Салимзянов, «Лучшая мужская роль второго плана» — Иван Васильев за роль Блока в спектакле «Процесс»; «Лучший женский ансамбль» — Любовь Бёрдова, Александра Конькова, Елена Рыжикова, Марина Алиева; «Специальный приз жюри» — Владимир Ломаев за роль Йозефа К. в спектакле «Процесс».
- 2016 — XIV Фестиваль театров малых городов России (Вольск) — «Процесс» по роману Франца Кафки. «Специальный диплом ассоциации театральных критиков»; «Лучшая мужская роль» — Владимир Ломаев.
- 2017 — XXIII Фестиваль «Золотая Маска». Спектакль по роману Франца Кафки «Процесс» номинирован на главную премию страны в трёх номинациях: «Лучший спектакль малой формы», «Лучшая работа режиссёра» (Дамир Салимзянов), «Лучшая мужская роль второго плана» (Художник Титорелли — Дамир Салимзянов).
- 2017 — IV Межрегиональный фестиваль «Театральный АтомГрад» (Димитровград) — «Процесс» по роману Франца Кафки. Дипломы победителя в номинациях «Лучший спектакль», «Лучшая мужская роль» — Владимир Ломаев за роль Йозефа К.
- 2018 — Республиканский театральный конкурс «Удача сезона 2018» (Ижевск) — «Чичиков балаганъ» по мотивам поэмы Николая Гоголя «Мёртвые души». Дипломы в номинациях: «Специальный приз» — труппа театра за актёрский ансамбль; «Лучшая мужская роль второго плана» — Александр Владыкин за роль Ноздрёва; «Приз зрительских симпатий» — Любовь Бёрдова за роль Коробочки.
- 2018 — XVI Фестиваль театров малых городов России (Новороссийск) — «Вино из одуванчиков» по мотивам романа Рэя Дугласа Брэдбери. Дипломы в номинациях: «Лучшая мужская роль» — Дамир Салимзянов за роль Дугласа; «Приз ассоциации театральных критиков» за свободу театрального мышления; «Специальный диплом председателя жюри» Народного артиста России Игоря Скляра — Игорь Павлов за роль Тома.
- 2018 — III Всероссийский молодёжный театральный фестиваль им. В.С.Золотухина (Алтайский край, Барнаул) — «Приключения супер-Толика» по мотивам  книги Ю. Томина «Шёл по городу волшебник». Диплом в номинации «За творческую фантазию».
- 2018 — Телевизионный фестиваль «Под крылом белой птицы. Театр» (Глазов) — «Мы из 9Б» по повести Б. Васильева «Завтра была война». Дипломы победителя в номинациях: «Лучший спектакль»; «Лучшая женская роль» — Екатерина Салтыкова за роль Искры Поляковой; «Специальный приз жюри» — Лада Лукина за роль Вики Люберецкой и Никита Глазырин за роль Жорки Ландыса.
- 2019 — Фестиваль профессиональных театров Удмуртской Республики «Удмуртия театральная» (Ижевск) — «Сейчас не до любви» по мотивам пьесы Гильерме Фигейредо. Дипломами были награждены: Дамир Салимзянов за оригинальное решение пространства спектакля»; Юлия Кудояр за роль Алкмены; Ксения Волкова за роль Фессалы; Константин Цачурин в номинации «Надежда»; Елена Попова за создание костюмов к спектаклю.
- 2019 — V Межрегиональный фестиваль «Театральный АтомГрад» (Димитровград) — «Вино из одуванчиков» по мотивам романа Рэя Дугласа Брэдбери. Дипломы победителя в номинациях: «Лучший спектакль»; «Лучший актёрский ансамбль», «Лучшая мужская роль» — Игорь Павлов за роль Тома; «Лучшая женская роль второго плана» —  Ксения Волкова за роль Элен Лумис.
- 2020 — Программа «Детский Weekend» XXVI Национального театрального фестиваля «Золотая Маска» со спектаклем «Байки с Бейкер-стрит» (Москва).
- 2021 — Всероссийский молодёжный театральный фестиваль им. В.С. Золотухина со спектаклем «Сейчас не до любви». Был получен Диплом лауреата в номинации «Лучший актёрский ансамбль» (Алтайский край, Барнаул).
- 2021 — IV Международный Большой Детский фестиваль со спектаклем «Байки с Бейкер-стрит» (Москва).
- 2022 — XIX Фестиваль театров малых городов России со спектаклем «Беги, Серый! Беги!». Был получен Специальный приз губернатора Свердловской области за парадоксально острое высказывание (Нижний Тагил).
- 2022 — XV Международный театральный фестиваль современной драматургии «Коляда-Plays» со спектаклем «Девушки в любви», режиссёр К. Цачурин (Екатеринбург).
- 2023 — XX юбилейный Фестиваль театров малых городов России со спектаклем «Провинциальные дурачки». Был получен Специальный приз главы Магнитогорска «За актуальность высказывания» (Магнитогорск).
- 2023 — Диплом СТД УР номинации «Лучшая актёрская работа» получил Игорь Павлов за исполнение роли Председателя в спектакле «Провинциальные дурачки» на Республиканском театральном конкурсе «Удача сезона» (Ижевск).
- 2024 — XXI Фестиваль театров малых городов России со спектаклем «Алло, мама!». Был получен Специальный приз главы республики Башкортостан «За волшебное чувство театра» (Уфа).
- 2024 — Гран-при Третьего Всероссийского моножанрового театрального фестиваля «Комедiя-ФЕСТ», спектакль «Алло, мама!» (Нижний Новгород).
- 2024 — Диплом лауреата в номинации «Лучшая работа режиссёра» за спектакль «Алло, мама!» на VI Межнациональном театральном фестивале «Сообщение» (Кудымкар).
- 2024 — Диплом СТД УР номинации «Лучшая актёрская работа» получила Екатерина Салтыкова за исполнение роли Золушки в спектакле «Алло, мама!» на Республиканском театральном конкурсе «Удача сезона» (Ижевск).

## Текущий репертуар театра
- «Алло, мама!» (16+) по мотивам произведений Евгения Шварца, режиссёр Дамир Салимзянов
- «Рассвет» (16+) по мотивам пьесы Олега Ёлшина, режиссёр Павел Шарыгин
- «Леший-самоучка» (6+), пьеса и постановка Дамира Салимзянова
- «Просто игра» (0+), пьеса и постановка Дамира Салимзянова
- «Хотите сделать меня счастливой» (16+) по мотивам переписки Астрид Линдгрен и Сары Швардт, режиссёр Екатерина Салтыкова
- «Принцесса, Рыцарь и Дракон» (6+), пьеса и постановка Дамира Салимзянова
- «Эту сказку я не знаю» (6+), пьеса и постановка Дамира Салимзянова
- «Мишенькины сны» (16+) по мотивам пьес Александра Островского, сценическая редакция Дамира Салимзянова